# Copa Interamericana 1998
La Copa Interamericana 1998 fue la decimoctava y última edición del torneo organizado entre Conmebol y Concacaf. Se jugó a partidos de ida y vuelta entre el D. C. United de Estados Unidos (campeón de la Copa de Campeones de la Concacaf 1998) y el Vasco da Gama de Brasil (campeón de la Copa Libertadores 1998).
El campeón fue el equipo de los Estados Unidos que consiguió así su primer y único título en la única edición en la historia del torneo que ha sido disputada por un club brasileño.

## Clubes clasificados
Se fueron decidiendo a lo largo de 1998 entre las dos máximas competiciones de las confederaciones del continente americano.
| Conmebol (Sudamérica)                       |  | Vasco da Gama |  | Campeón de la Copa Libertadores (1998)                |
| Concacaf (Norte, Centroamérica y el Caribe) |  | D. C. United  |  | Campeón de la Copa de Campeones de la Concacaf (1998) |

### Localidad de los equipos
Distribución geográfica de las sedes de los equipos.

## Resultados

### Partido de ida
| 14 de noviembre de 1998 | D. C. United | 0:1 (0:0) | Vasco da Gama | Estadio Robert F. Kennedy, Washington D. C.               |                                                           |
|                         |              |           | Felipe 69'    | Asistencia: 26 216 espectadores Árbitro(s): Carlos Batres | Asistencia: 26 216 espectadores Árbitro(s): Carlos Batres |

| POR | Tom Presthus     |     |
| DEF | Tony Sanneh      | 81' |
| DEF | Eddie Pope       |     |
| DEF | Carlos Llamosa   |     |
| DEF | Jeff Agoos       |     |
| MED | Ben Olsen        |     |
| MED | John Harkes      |     |
| MED | Richie Williams  |     |
| MED | Marco Etcheverry |     |
| DEL | Jaime Moreno     |     |
| DEL | Roy Lassiter     |     |
| DT  | Bruce Arena      |     |

| POR | Carlos Germano |     |
| DEF | Filipe Alvim   |     |
| DEF | Odvan          |     |
| DEF | Henrique       |     |
| DEF | Felipe         |     |
| MED | Luisinho       | 80' |
| MED | Nasa           |     |
| MED | Gian           | 66' |
| DEL | Osmar Donizete |     |
| DEL | Guilherme      |     |
| DEL | Luizão         | 46' |
| DT  | Antônio Lopes  |     |

| DEF | A. J. Wood | 81' |

| MED | Nélson | 80' |
| MED | Zada   | 66' |
| DEL | Válber | 46' |

|  |

| Anotado | 69' | Felipe |

| Amonestado | 17' | Eddie Pope |

| Árbitro | Carlos Batres |

| POR | Tom Presthus     |     |
| DEF | Tony Sanneh      | 81' |
| DEF | Eddie Pope       |     |
| DEF | Carlos Llamosa   |     |
| DEF | Jeff Agoos       |     |
| MED | Ben Olsen        |     |
| MED | John Harkes      |     |
| MED | Richie Williams  |     |
| MED | Marco Etcheverry |     |
| DEL | Jaime Moreno     |     |
| DEL | Roy Lassiter     |     |
| DT  | Bruce Arena      |     |

| POR | Carlos Germano |     |
| DEF | Filipe Alvim   |     |
| DEF | Odvan          |     |
| DEF | Henrique       |     |
| DEF | Felipe         |     |
| MED | Luisinho       | 80' |
| MED | Nasa           |     |
| MED | Gian           | 66' |
| DEL | Osmar Donizete |     |
| DEL | Guilherme      |     |
| DEL | Luizão         | 46' |
| DT  | Antônio Lopes  |     |

| DEF | A. J. Wood | 81' |

| MED | Nélson | 80' |
| MED | Zada   | 66' |
| DEL | Válber | 46' |

|  |

| Anotado | 69' | Felipe |

| Amonestado | 17' | Eddie Pope |

| Árbitro | Carlos Batres |

### Partido de vuelta
| 5 de diciembre de 1998 | Vasco da Gama | 0:2 (0:1) | D. C. United          | Lockhart Stadium, Fort Lauderdale                       |                                                         |
|                        |               |           | Sanneh 34' · Pope 77' | Asistencia: 7823 espectadores Árbitro(s): Carlos Batres | Asistencia: 7823 espectadores Árbitro(s): Carlos Batres |

| POR | Carlos Germano       |     |
| DEF | Flavinho             | 80' |
| DEF | Odvan                |     |
| DEF | Mauro Galvão         |     |
| DEF | Luisinho             |     |
| MED | Felipe               |     |
| MED | Nasa                 |     |
| MED | Juninho Pernambucano | 46' |
| MED | Osmar Donizete       |     |
| DEL | Vágner               |     |
| DEL | Luizão               | 46' |
| DT  | Antônio Lopes        |     |

| POR | Scott Garlick    |     |
| DEF | Eddie Pope       |     |
| DEF | Carlos Llamosa   |     |
| DEF | Jeff Agoos       |     |
| DEF | Tony Sanneh      |     |
| MED | John Harkes      |     |
| MED | Richie Williams  |     |
| MED | Ben Olsen        |     |
| MED | Marco Etcheverry |     |
| DEL | Jaime Moreno     |     |
| DEL | Roy Lassiter     | 88' |
| DT  | Bruce Arena      |     |

| DEF | Mauricinho | 80' |
| MED | Guilherme  | 46' |
| DEL | Vitor      | 46' |

| DEL | Geoff Aunger | 88' |

|  |

| Anotado | 34' | Tony Sanneh |
| Anotado | 77' | Eddie Pope  |

| Amonestado | 7'  | Luizão |
| Amonestado | 70' | Nasa   |

| Amonestado | 15' | Marco Etcheverry |
| Amonestado | 59' | Ben Olsen        |
| Amonestado | 62' | Richie Williams  |

| Árbitro | Carlos Batres |

| POR | Carlos Germano       |     |
| DEF | Flavinho             | 80' |
| DEF | Odvan                |     |
| DEF | Mauro Galvão         |     |
| DEF | Luisinho             |     |
| MED | Felipe               |     |
| MED | Nasa                 |     |
| MED | Juninho Pernambucano | 46' |
| MED | Osmar Donizete       |     |
| DEL | Vágner               |     |
| DEL | Luizão               | 46' |
| DT  | Antônio Lopes        |     |

| POR | Scott Garlick    |     |
| DEF | Eddie Pope       |     |
| DEF | Carlos Llamosa   |     |
| DEF | Jeff Agoos       |     |
| DEF | Tony Sanneh      |     |
| MED | John Harkes      |     |
| MED | Richie Williams  |     |
| MED | Ben Olsen        |     |
| MED | Marco Etcheverry |     |
| DEL | Jaime Moreno     |     |
| DEL | Roy Lassiter     | 88' |
| DT  | Bruce Arena      |     |

| DEF | Mauricinho | 80' |
| MED | Guilherme  | 46' |
| DEL | Vitor      | 46' |

| DEL | Geoff Aunger | 88' |

|  |

| Anotado | 34' | Tony Sanneh |
| Anotado | 77' | Eddie Pope  |

| Amonestado | 7'  | Luizão |
| Amonestado | 70' | Nasa   |

| Amonestado | 15' | Marco Etcheverry |
| Amonestado | 59' | Ben Olsen        |
| Amonestado | 62' | Richie Williams  |

| Árbitro | Carlos Batres |

|                                  |
| Bandera de Estados Unidos        |
| Campeón D. C. United 1.er título |